# Česká krajka
Česká krajka je
- souhrnné označení pro krajkářské výrobky navrhované nebo zhotovené v českých zemích [1].

Ve zvláštních případech se jedná o krajky z tzv. české krajkářské školy ve 20. století. Byly to většinou umělecké, často experimentální výrobky
- název spolku, ve kterém se organizují české krajkářky[3]

- v anglickém překladu Bohemian lace je to označení pro hrubou, paličkovanou krajku s páskovými efekty ve vzorech, často se zoubkovaným krajem výrobku[4], krajka s francouzským označením bohéme je definována podobně[5]
- název Bohemian lace se používá také pro krajkové oděvy v bohémském, ležérním stylu módy[6]

## Galerie české krajky

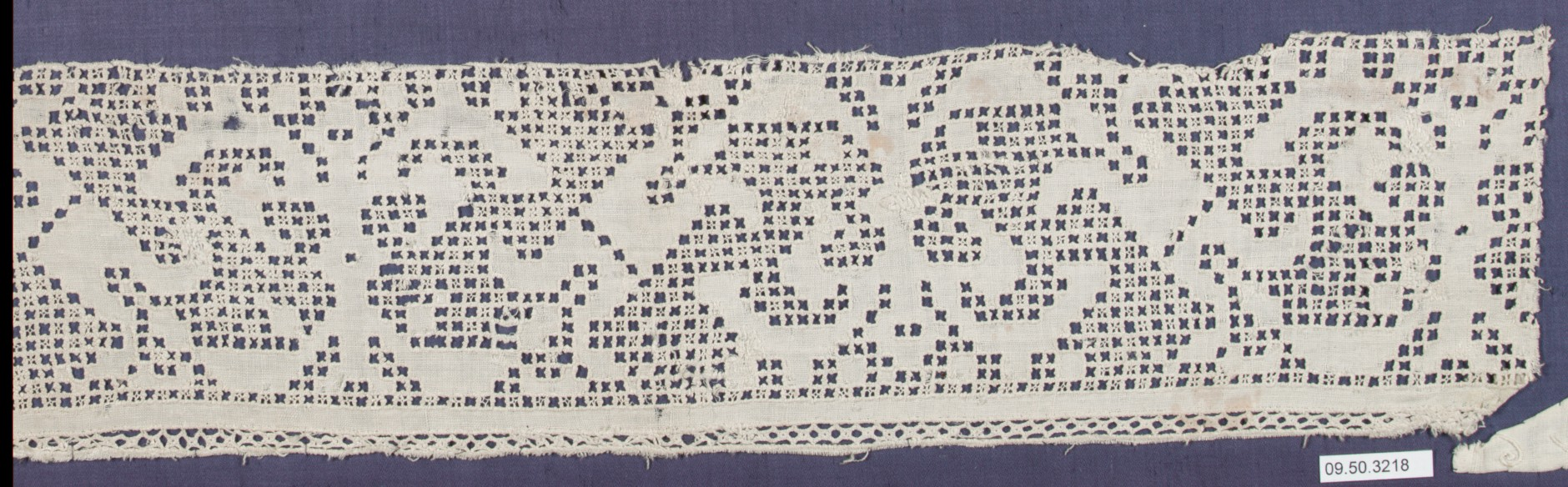
Fragment krajky z Čech nebo z Moravy ze 16./17. století (Metropolitní muzeum umění)
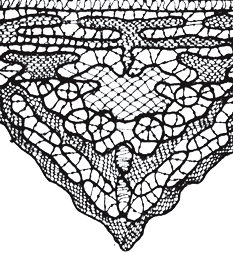
Ručně paličkovaná česká krajka (začátek 20. století)
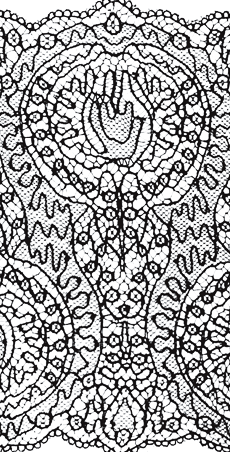
Stojně vyrobená imitace české krajky (začátek 20. století)
Potomkyně vystěhovalců z českoněmeckého pohraničí v americké Minnesotě paličkuje českou krajku  (1974)